# Station Brochocin
Station Brochocin is een spoorwegstation in de Poolse plaats Brochocin.